# Arcontici
Gli Arcontici erano una setta gnostica del IV secolo fondata da un presbitero palestinese chiamato Pietro da Cabarbaricha, che, scomunicato, trovò rifugio in una comunità ebionita.
La loro dottrina si basava su un cosmo formato da 8 cieli. I primi 7 cieli erano governati ciascuno da un arconte, coadiuvato da una schiera di angeli e carcerieri di anime. Nell'ottavo cielo dimorava Sophia, la Madre Suprema di Luce. Il più potente degli arconti era Sabaoth, Dio dei giudei e padre del demonio. A lui era devoluto il potere supremo sul settimo cielo. Gli uomini erano stati generati dall'unione tra il demonio, che si era ribellato al padre, ed Eva, la prima donna. Dalla loro unione nacquero i capostipiti dell'umanità: Abele e Caino. Le anime degli uomini, per raggiungere la Madre Suprema dovevano arrivare alla conoscenza (gnosi) che gli avrebbe permesso di sfuggire al potere di Sabaoth, che li teneva imprigionati sulla terra.
Gli arcontici, come mezzo per raggiungere la gnosi, rinunciavano ai sacramenti. In contrasto con la religione cristiana, negavano la resurrezione del corpo ed aborrivano il battesimo considerandolo un rito voluto da Sabaoth come mezzo per imprigionare le anime. I loro testi sacri, a noi noti, erano: il Symphonia e l'Anabatikon.